# Martin Bäumle
Martin Bäumle (Thalwil, 3 giugno 1964) è un politico svizzero del Partito Verde Liberale (PVL). Dal 2003 è membro del Consiglio nazionale per il Canton Zurigo.

## Biografia
Dal 1987 al 1995 e dal 1999 al 2004 ha fatto parte del Gran Consiglio del Canton Zurigo per i Verdi. Dal 1998 fa parte dell'esecutivo del comune di Dübendorf, in cui dal 1990 al 1998 ha fatto parte del consiglio comunale.
Presentatosi alle elezioni federali del 2003 per i Verdi, venne eletto Consigliere nazionale per il Canton Zurigo con 47 384 voti, trentesimo tra i candidati eletti più votati del cantone. Venne rieletto alle elezioni federali del 2007 con 77 566 voti (trentesimo tra i più votati).
Presentatosi alle elezioni federali del 2011 con il Partito Verde Liberale, venne rieletto con 95 551 preferenze (quindicesimo tra i più votati), e confermato nel 2015 (75 493 preferenze, ventiseiesimo tra i più votati), nel 2019  (76 229 preferenze, ventiduesimo tra i più votati), e nel 2023  (74 301 preferenze, ventiduesimo tra i più votati).